# Umjindi

Gemeindegebiet bis 2016

Wappen der Gemeinde

Umjindi (englisch Umjidi Local Municipality) war eine Lokalgemeinde im Distrikt Ehlanzeni der südafrikanischen Provinz Mpumalanga. Der Verwaltungssitz befand sich in Barberton. 2011 betrug die Einwohnerzahl 69.577 auf einer Fläche von 1745 km². 2016 wurde die Gemeinde mit der benachbarten Gemeinde Mbombela fusioniert, die daraufhin City of Mbombela genannt wurde.
Das lateinische Motto der Gemeinde lautete Consilio et labore und bedeutet etwa „Rat und Arbeit“ oder, freier übersetzt „Durch Weisheit und Anstrengung“.